# Gloria Montenegro Rizzardini
Gloria del Carmen Montenegro Rizzardini (16 de julio de 1941) es una bióloga, científica y académica chilena, especialista en botánica. En 1998 fue la primera latinoamericana en obtener el Premio L'Oréal-UNESCO a Mujeres en Ciencia.

## Biografía
Se tituló de profesora de biología y ciencias naturales de la Pontificia Universidad Católica de Chile (PUC) en 1964. Ha realizado cursos de Ultraestructura celular vegetal en la Universidad de Houston, de Adiestramiento en fitoquímica y de Anatomía vegetal de plantas vasculares, Ontogenia y Evolución de sistemas meristemáticos vasculares, ambos en la Universidad de Texas.Asimismo, realizó una estadía de perfeccionamiento y fue profesora invitada en el Departamento de Química de Productos Naturales en la Universidad de Arizona.
Es profesora titular de Botánica e Investigación en Conservación y Biología de Flora Nativa de la Facultad de Agronomía e Ingeniería Forestal de la PUCy socia de la Red de Investigadoras.

## Reconocimientos
- Reconocimiento a la trayectoria, INAPI.[6]
- Mejor Emprendimiento (2013).[7]
- Mujer Líder 2008 de El Mercurio.[8]
- Premio Chilectra Energía de Mujer 2011.[8]
- Premio a la Mujer Innovadora en Agricultura 2011.[8]

## Libros
- Atlas de anatomía de especies vegetales autóctonas de la Zona Central (1984)
- Anatomía y taxonomía de plantas vasculares (1990), junto a Guacolda Ávila.
- Chile nuestra flora útil: guia de plantas de uso apícola, en medicina folklórica, artesanal y ornamental (Facultad de Agronomía e Ingeniería Forestal Pontificia Universidad Católica de Chile, 2000)
- Secretos de nuestras plantas y otras especies: cómo usarlas en beneficio de las personas (2009), junto a Rosita Kornfeld M. y Vesna Rioseco.
- Restauración ecológica para sistemas nativos afectados por incendios forestales (Facultad de Agronomía e Ingeniería Forestal Pontificia Universidad Católica de Chile, 2010), junto a Ignacio Fernández, Narkis Morales, Luis Olivares, Javier Salvatierra y Miguel Gómez.
- Investigación científica y tecnológica en productos apícolas (Facultad de Agronomía e Ingeniería Forestal Pontificia Universidad Católica de Chile, 2010), junto a Sharon Rodríguez, Sofía Vío, Miguel Gómez, Rodrigo Pizarro, Ana María Mujica y Ximena Ortega.
- Polen apícola chileno: diferenciación y usos según sus propiedades y origen floral (Facultad de Agronomía e Ingeniería Forestal Pontificia Universidad Católica de Chile, 2012), junto a Sharon Rodríguez, Rodrigo Pizarro, Patricia Estay, Ximena Ortega, Enrique Mejías, Gabriel Núñez, Gloria Barros,  Miguel Gómez, Ana María Mujica, Sofía Vío, y Luis González.
- Manual apícola (2016).